# Ledge Point
Ledge Point ist ein Ort in der Wheatbelt Region im australischen Bundesstaat Western Australia rund 100 Kilometer nördlich von Perth. 2016 hatte der Ort 240 Einwohner.

## Geographie
Ledge Point liegt an der Westküste Australiens im Gingin Shire. Der Ort hat etwa 8,4 Kilometer Küstenlinie am Indischen Ozean mit einem ca. 40 Meter breiten Sandstrand. 
Ledge Point grenzt im Norden an Lancelin, im Osten an Karakin und im Süden an Breton Bay. Im Westen liegt der Indische Ozean. 

## Name
Der Ortsname leitet sich von einem kleinen Vorsprung der Küste ab, dem mehrere Felsen vorgelagert sind. Erstmals wurden dieses Felsenriff (englisch ledge) im Jahr 1875 auf einer Karte verzeichnet.